# Kesselwärter
Der Kesselwärter wird von dem Betreiber einer Dampfkesselanlage bestellt, um für den sicheren Betrieb zu sorgen.
Der Begriff des Kesselwärters geht auf Polizeiverordnungen des 19. Jahrhunderts zurück. Es gab damals – vom Sicherheitsventil abgesehen – keine automatischen Überwachungs- oder Regeleinrichtungen an Dampfkesseln. Die Überwachung des Wasserstandes, das Nachspeisen, die Beobachtung des Dampfdruckes und das Schüren des Feuers waren manuelle Tätigkeiten. Da bei Fehlbedienung oder Unachtsamkeit ein gefährlicher Zustand möglich war, durften nur Kesselwärter eingesetzt werden, die zuverlässig waren, eine spezielle Ausbildung erfahren und sich vor einer staatlichen Kommission der Prüfung unterzogen hatten. Häufig war die Funktion des Kesselwärters mit der des Heizers kombiniert.
An modernen Kesselanlagen mit Gas- oder Leichtölfeuerung reduzierte sich die Tätigkeit des Kesselwärters auf die Kontrolle und das Auffüllen von Betriebsstoffen, Prüfen der Wasserqualität, Sichtkontrollen, Prüfen von Sicherheitseinrichtungen meistens auf Grundlage einer Checkliste und das Eingreifen bei gefährlichen Zuständen.
Die Aufgaben des Kesselwärters waren in der inzwischen zurückgezogenen Dampfkesselverordnung als § 26 enthalten; dies sind:
Der Kesselwärter muss angewiesen werden
1. die Anlage zu warten und, soweit erforderlich, zu beaufsichtigen,
2. Mängel, die sich an der Anlage zeigen, und Vorfälle nach § 19 Abs. 1 den vom Betreiber bestimmten Personen zu melden und
3. die Anlage außer Betrieb zu setzen, wenn durch Mängel der Anlage Beschäftigte oder Dritte gefährdet werden.

Die Technischen Regeln für Dampfkessel wurden zum 31. Dezember 2012 zurückgezogen. In den Nachfolgevorschriften Technische Regeln für Betriebssicherheit (TRBS) wird der Begriff des Kesselwärters nicht mehr aufgegriffen. Hinsichtlich des Betriebes sind nunmehr die Anforderungen der Betriebssicherheitsverordnung zur Erstellung einer Gefährdungsbeurteilung, Unterweisung von Personal und Prüfungen durch befähigte Personen anlagenbezogen umzusetzen.